# Cerco de Acre (1189-1191)
O Cerco de Acre foi um dos primeiros confrontos da Terceira Cruzada, que durou de 28 de agosto de 1189 até 12 de julho de 1191, e pela primeira vez na história que o rei de Jerusalém foi obrigado a supervisionar, pessoalmente, a defesa da Terra Santa. Foi também o pior momento de todo o período das Cruzadas para a classe dominante cristã do oriente.